# Гумоліти
Гумоліти (рос. гумолиты, англ. humoliths, liptobiolitic coals, humus coals, humic coals; нім. Humolithe m pl) — група вугілля викопного, що утворилося в основному з продуктів перетворення відмерлих вищих рослин. Відмінності в початковому матеріалі, процесах його розкладання і перетворення обумовили велику різноманітність в мікрокомпонентному складі, фіз. і технол. властивостях, хім. складі Г. Характерна особливість Г. — шарувата текстура, а на поперечному зрізі — смугаста структура. Шари мають різний блиск і розрізняються за складом мацералів, визначаються як літотипи та мікролітотипи (ISO 7404-1-84). За видом початкової речовини Г. поділяють на підгрупи:
- г у м і т и (власне гумусове вугілля), що складають осн. масу вугілля викопного. Початковим матеріалом тут є лігніно-целюлозні тканини рослин.

- л і п т о б і о л і т и, складені стійкими компонентами вищих рослин. Одночасно за переважанням мацералів одної з груп, — вітриніту, фюзиніту (інертиніту) та липтиніту, — виділяють відповідно 4 класи Г.: 
  - гелітоліти,
  - фюзеноліти,
  - ліпоідоліти і
  - мікстогумоліти (змішаний склад без переважання якої-небудь групи).

Існують також класифікації Г. окремих басейнів.